# Hôtel de Fersen
L’hôtel de Fersen, ou de Breteuil, est un ancien hôtel particulier de style Louis XVI, démoli en 1923, qui était situé dans le 8e arrondissement de Paris. 

## Situation et accès

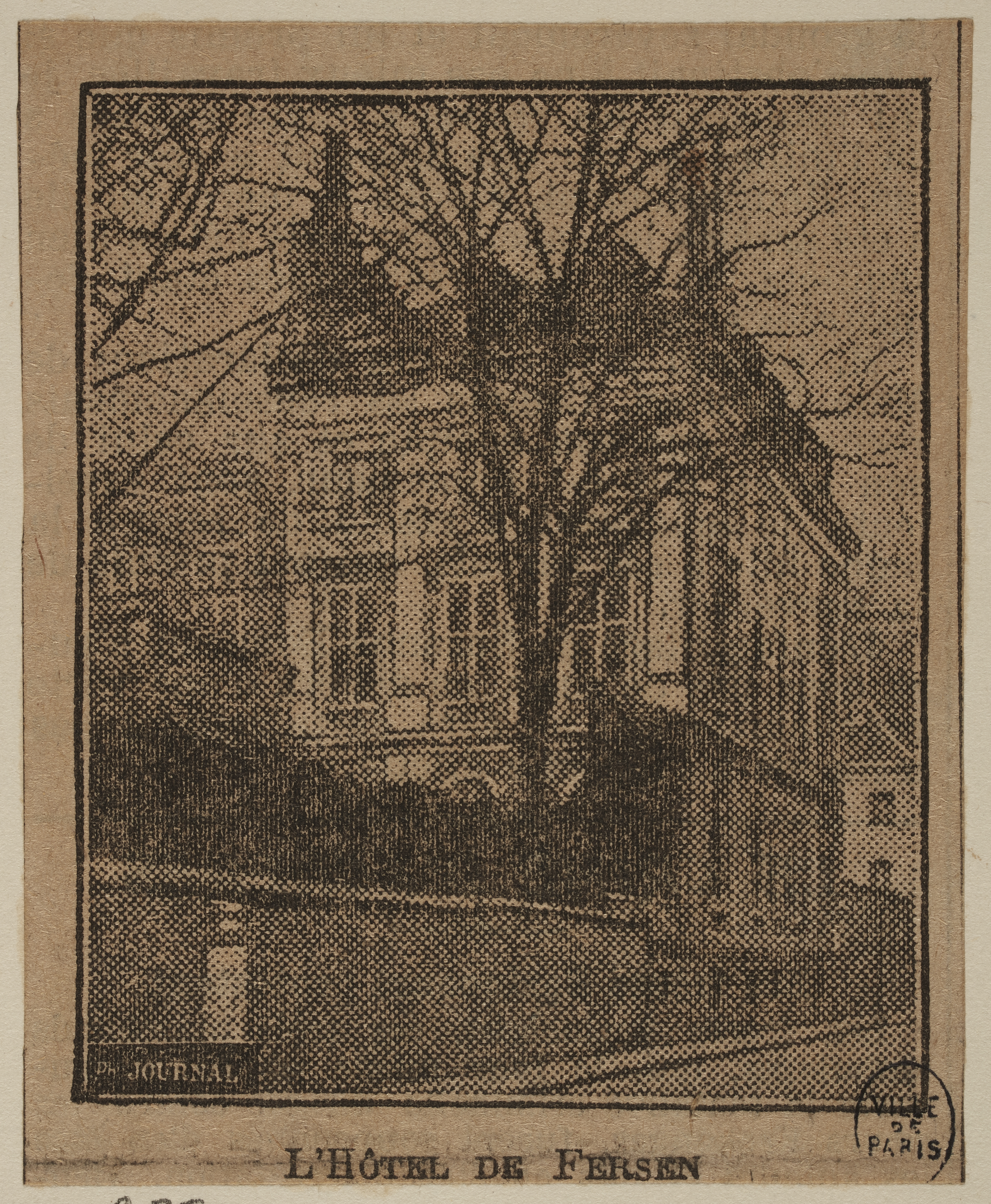
L'hôtel vu de la rue.

L'hôtel de Fersen se trouvait à la hauteur du 27 de l'avenue Matignon (alors 17, rue Matignon) dans le 8e arrondissement de Paris.

## Origine du nom

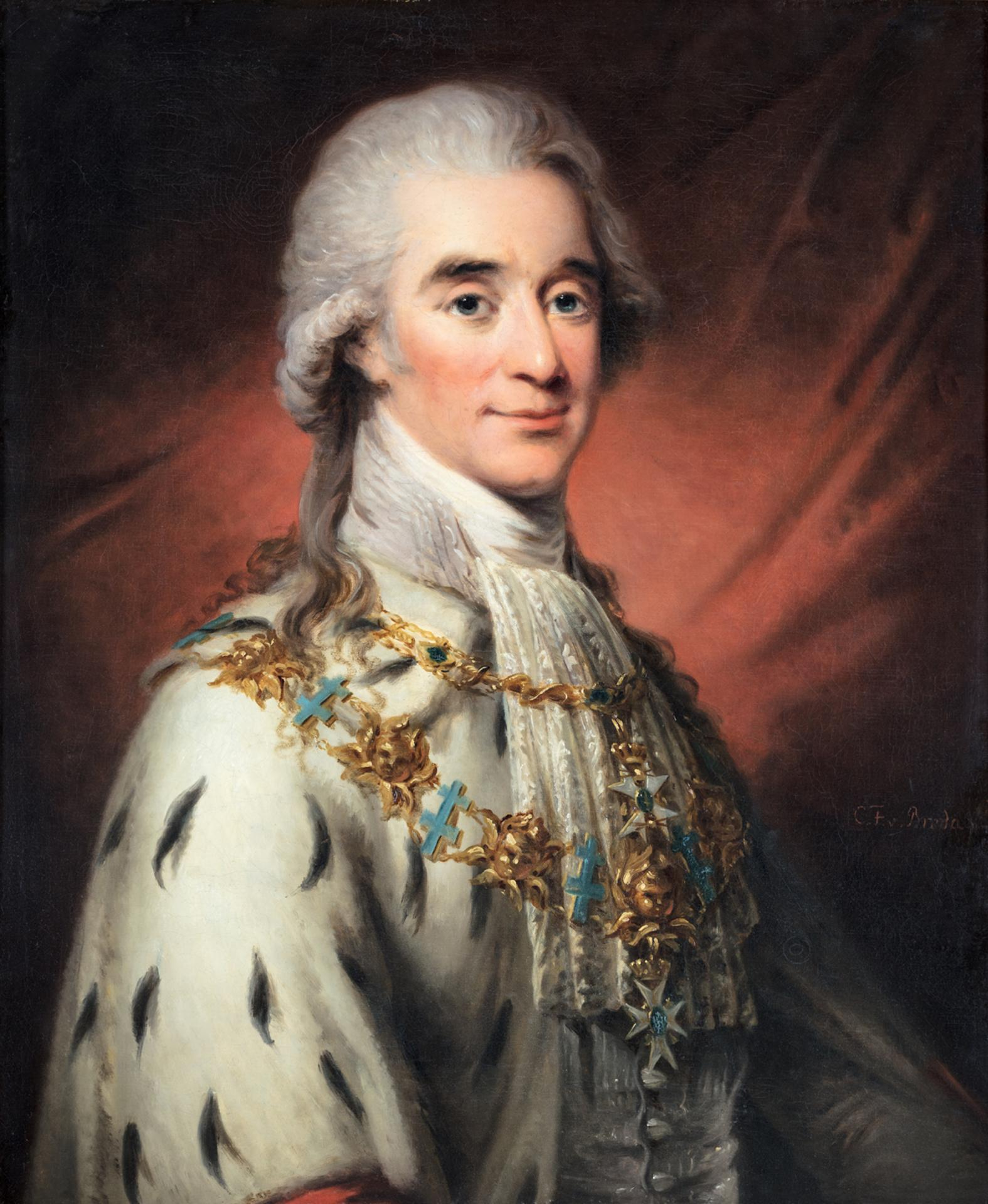
Axel de Fersen.

L'hôtel doit son nom au comte et militaire suédois Axel de Fersen (1755-1810), « chevalier servant » de la reine Marie-Antoinette d'Autriche, qui y aurait habité d'octobre 1789 à juin 1791 et y aurait préparé la fuite de la famille royale à Varennes.
Cependant, plusieurs auteurs soutiennent qu'Axel de Fersen aurait en réalité résidé dans le voisinage, plus précisément au no 19 de la rue Matignon, et non dans l’hôtel lui-même, auquel on aurait donc attribué son nom par erreur,.

## Historique

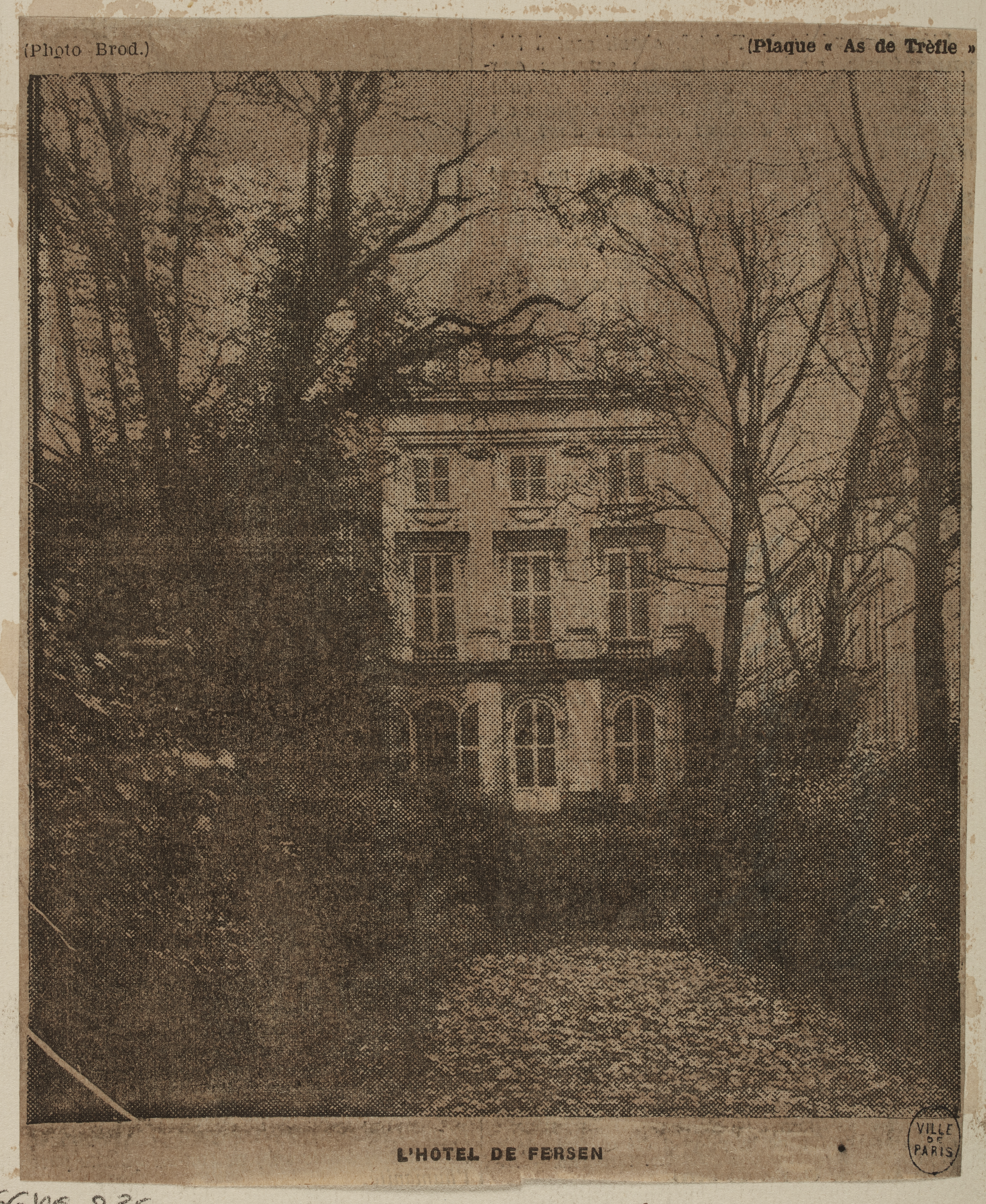
L'hôtel de Fersen, façade sur jardin.

Le bâtiment est construit en 1778 par l'entrepreneur de bâtiments Jacques Milet.
Il change à plusieurs reprises de propriétaire.
L'hôtel est démoli en 1923 à l'occasion de l'élargissement de l'avenue Matignon mais les boiseries du petit salon, de la bibliothèque et du cabinet de toilette sont conservées par le musée Carnavalet, musée de l'histoire de Paris.

## Propriétaires successifs
En juin 1782, l'hôtel est vendu par son constructeur à un membre de la famille Le Tonnelier de Breteuil, d'où le nom sous lequel il est parfois également désigné : hôtel de Breteuil. 
Il est ensuite successivement acquis par le général Rampon (1806), par le duc de Praslin (1809), puis par Geneviève d'Andlau, marquise de Rosanbo (1822). En 1836, l'hôtel est vendu à la marquise de Mortemart. 
Son dernier propriétaire, la marquise de Laguiche, en hérite de son père, le duc de Mortemart, en 1893.

## Description

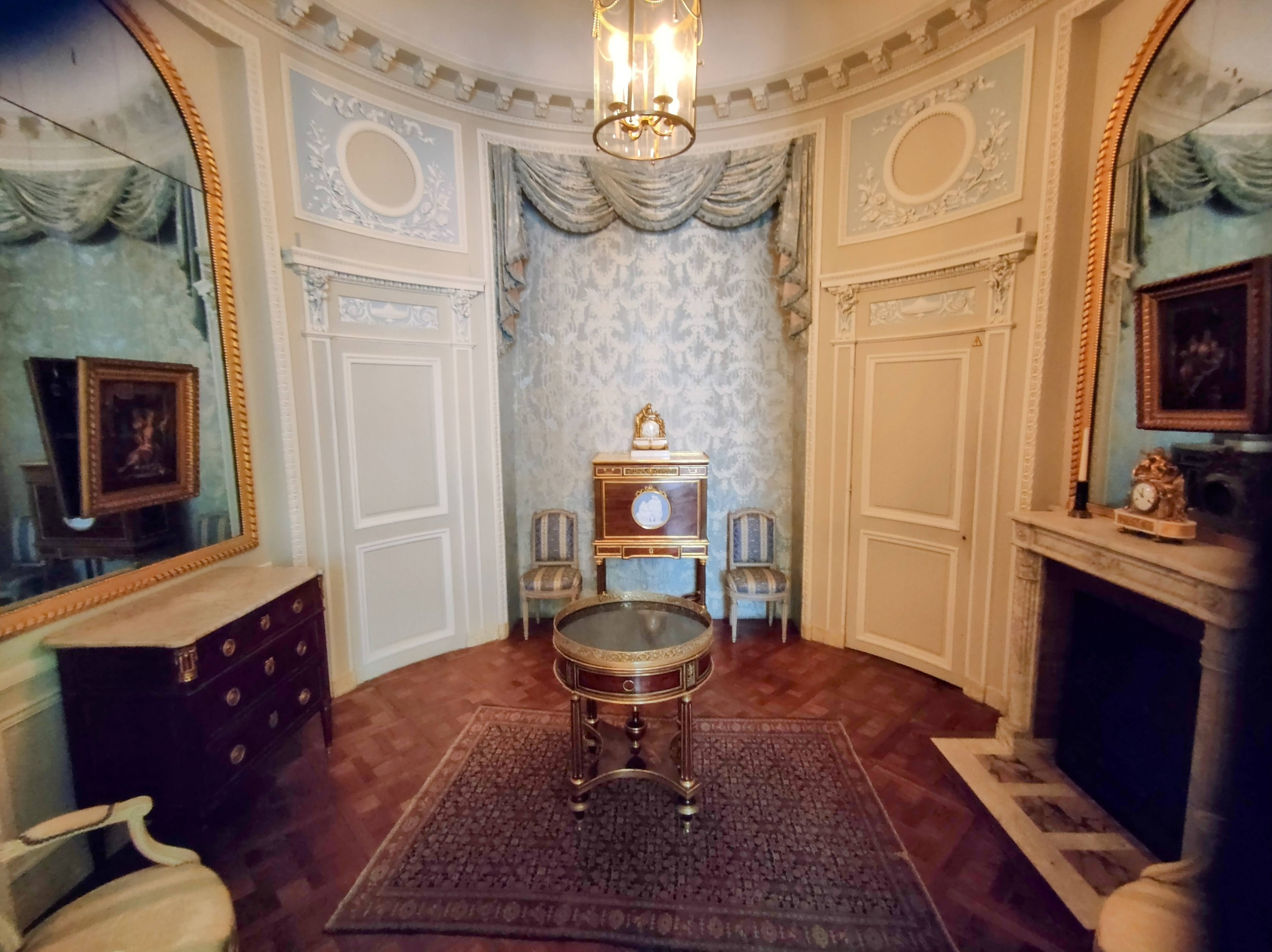
Vestibule (musée Carnavalet).

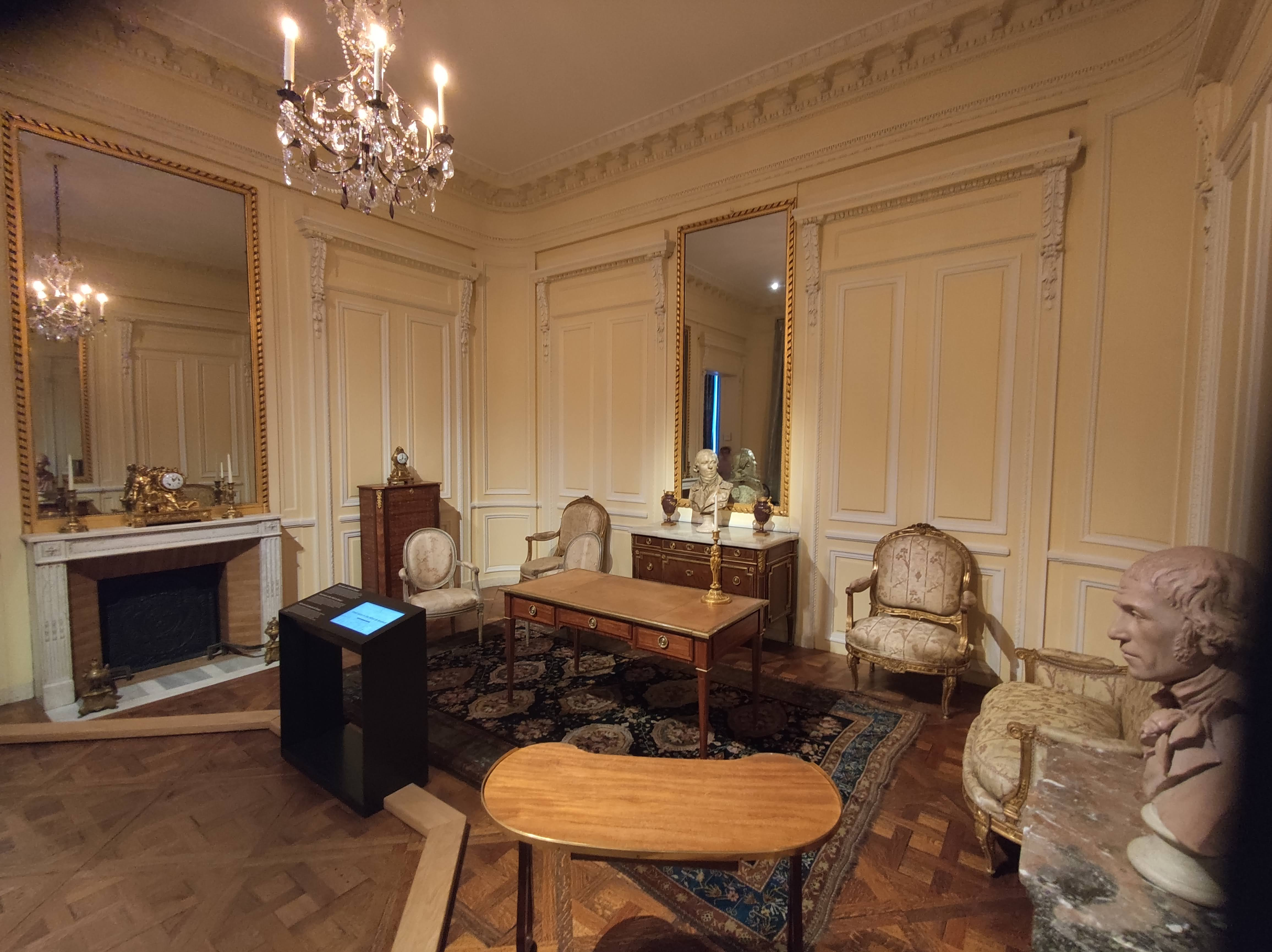
Petit salon.

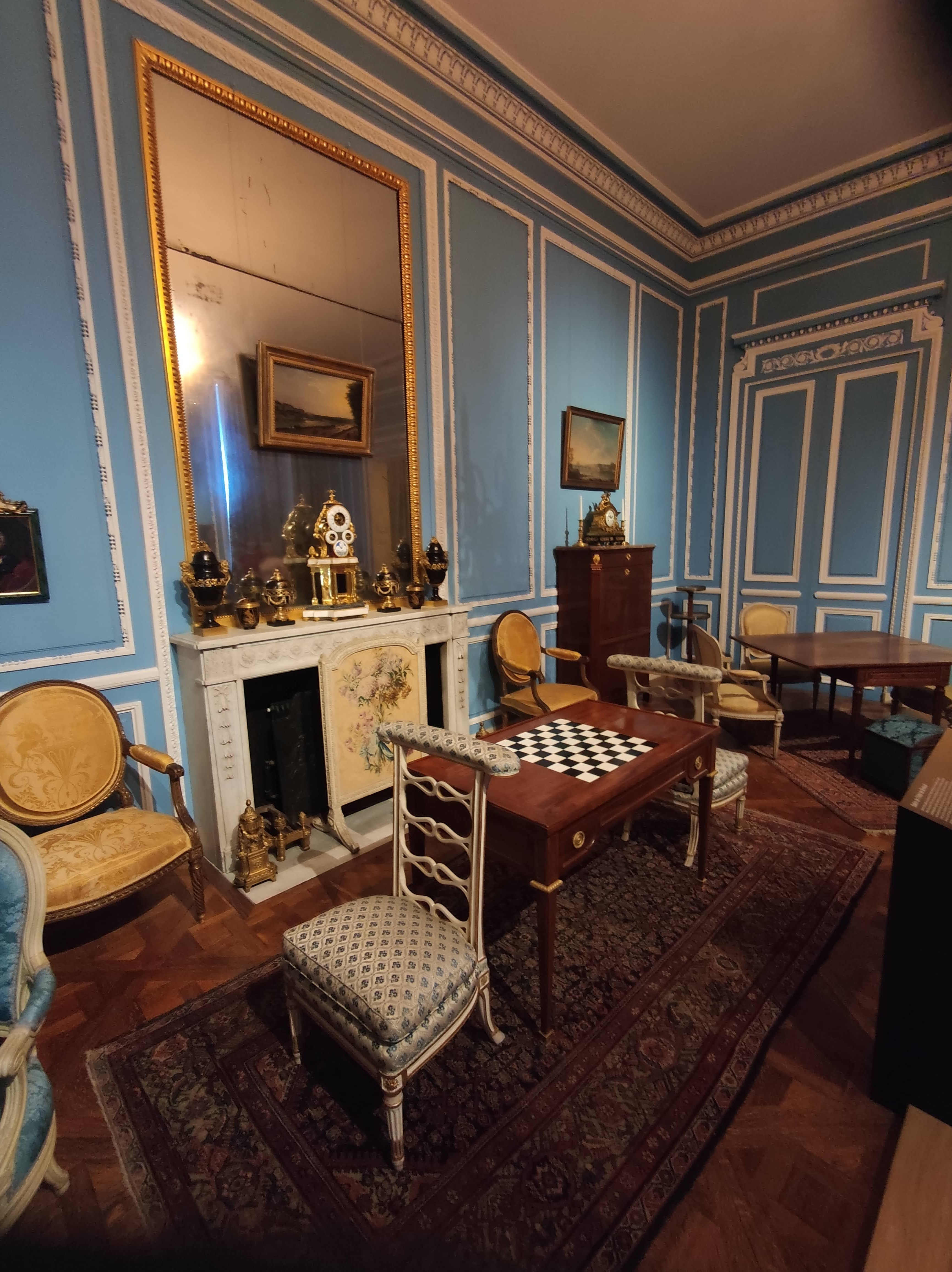
Salon.

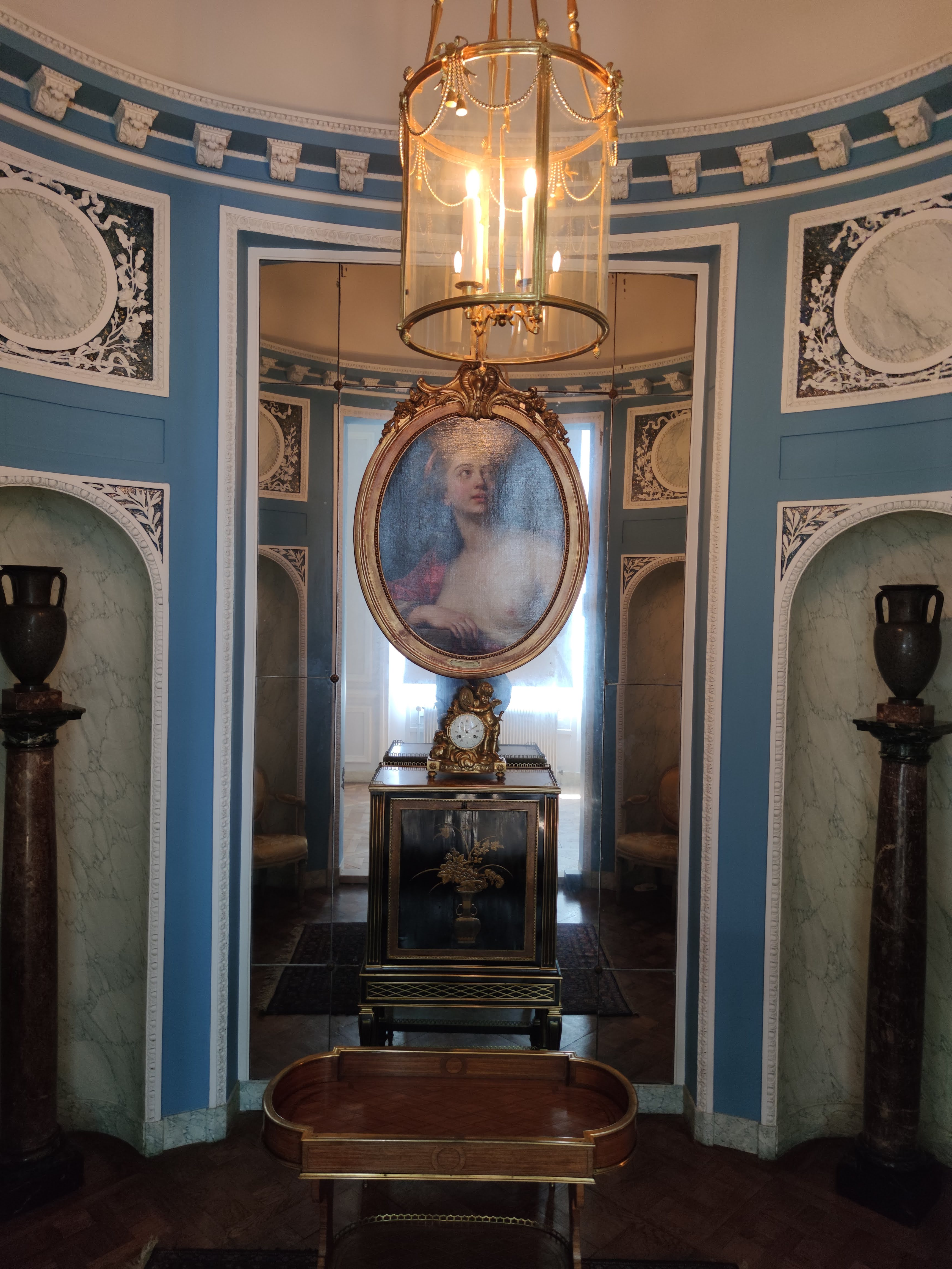
Boudoir.

Dans un article de L'Écho de Paris, paru le 10 juillet 1922, on peut en lire la description suivante : 
« Trois fenêtres de façade, des guirlandes de fruits et de fleurs, des retombées de pavots largement sculptés, des portes-fenêtres dans le style de Trianon ; partout, des bas-reliefs, des arabesques, des rubans de pierre élégamment noués ou enroulés, des chutes de feuillages imbriqués, des entablements finement moulurés ; le tout porté par une terrasse à balustres, comme un coffret précieux sur son socle d'orfèvrerie. Tel est le rare joyau que la Ville a irrémédiablement condamné.
Mais entrons : voici, à gauche de l'escalier à rampe de fer forgé, un petit salon circulaire, merveille de goût qu'on nous promet de reconstituer pièce à pièce à Carnavalet. C’est là, hors de leur cadre naturel, qu'il nous faudra aller retrouver les exquises boiseries blanches et or, ces urnes aux charmants contours, ces impalpables palmettes et cette flore d’une légèreté aérienne (...). Deux salons encore et une salle à manger (...) complètent ce charmant ensemble. La même ordonnance se répète au premier étage (...). Une variante toutefois consistant dans le déplacement du boudoir, lequel prend directement jour sur le jardin, alors qu'au rez-de-chaussée, le salon circulaire – dont ce boudoir n'est qu'un rappel – s'encastre entre deux pièces et s'éclaire par une coupole.
Deux issues mettent en communication le boudoir et les pièces voisines : la première ouvre sur un petit salon carré où des amours forgent leurs armes au manteau d'une admirable cheminée ; la seconde donne accès dans une chambre aux moulures sobres et sévères, aux portes d'un dessin ferme et pur. Partout, des placards découpés dans l'épaisseur des murs, des couloirs exigus, des portes de dégagement, étroites et basses comme à Versailles. Une reine de France ne s'y fût pas trouvée exilée. »

### Boiseries
En 1923, le musée Carnavalet récupère les boiseries de l’hôtel de Fersen, au moment de sa démolition. Ces boiseries sont ensuite remontées dans différentes salles mais leur couleur d’origine n’a parfois pas été retrouvée. C’est le cas, par exemple, des deux salons. En revanche, le vestibule et le boudoir affichent bien la couleur d’origine.
Les meubles, qui sont d’époque mais ne proviennent pas de l’hôtel de Fersen, ont été ajoutés par le musée.